# SS-Begleitkommando
Het SS-Begleitkommando was een speciale SS-eenheid die bedoeld was om de gebouwen en hoge ambtenaren van de nazipartij te bewaken. 
De manschappen het Begleitkommando-SS waren over het algemeen zwaar getrainde speciale eenheden die een speciale training hadden ondergaan en zodoende mensen als Adolf Hitler, Benito Mussolini en generaals moesten bewaken. 
De vaste bewakers van Hitler zaten in het SS-Begleitkommando des Führers, dit waren de beste 8 soldaten van het Begleitkommando-SS. In vredestijd werkte het commando voornamelijk samen met organisaties als de Gestapo.